# Præsidentvalget i Tyskland 2004
Ved præsidentvalget i Tyskland 2004 valgte Forbundsforsamlingen den 23. maj 2004 Horst Köhler som ny forbundspræsident. Köhler var tidligere direktør i Den Internationale Valutafond. Modkandidaten fra SPD var Gesine Schwan.
Köhler, som blev støttet af CDU/CSU og FDP, fik én stemme mere end kravet til absolut flertal, og valget var dermed afgjort efter første valgomgang. Flertallet var imidlertid noget mindre end på forhånd antaget. Dette skyldtes blanke og ugyldige stemmer, sygefravær og desuden dødsfald. I det sidste tilfælde drejede det sig om et overskudsmandat, og disse bliver ikke erstattet, når repræsentanten dør. Imidlertid må også et antal fra CDU/CSU/FDP-grupperne have stemt for kandidaten fra SPD.

## Valgresultatet
| Valgomgang        | Kandidat         | Afgivende stemmer | %      | Parti |
| ----------------- | ---------------- | ----------------- | ------ | ----- |
| Første valgomgang | Horst Köhler     | 604               | 50,1 % | CDU   |
| Første valgomgang | Gesine Schwan    | 589               | 48,9 % | SPD   |
| Første valgomgang | Blanke stemmer   | 9                 | 0,7 %  |       |
| Første valgomgang | Ugyldige stemmer | 2                 | 0,2 %  |       |